# Бондаренко Семен Костянтинович
Семен Костянтинович Бондаре́нко (нар. 11 червня 1930, Олексіївка — пом. 21 жовтня 1995, Запоріжжя) — український художник; член Спілки радянських художників України з 1965 року.

## Біографія
Народивя 11 червня 1930 року в селі Олексіївці (нині Воронезька область, Росія). Упроддовж 1951—1956 років навчався у Ворошиловградському художньому училищі (викладачі Мойсей Вольштейн та І. Ковальов). Дипломна робота — картина «Донецький пейзаж» (керівник Мойсей Вольштейн).
Працював у Запорізьких художньо-виробничих майстернях. Жив у Запоріжжі, в будинку на вулиці Космічній № 120. Помер у Запоріжжі 21 жовтня 1995 року.

## Творчість
Працював в галузі станкової графіки та станкового живопису (переважно в жанрі пейзажу та історичному жанрі). Серед робіт:
живопис
- «Донецький пейзаж» (1956);
- «Дощ» (1958);
- «Запорожці в поході» (1961);
- «Полустанок» (1961);
- «Буря» (1965);
- «Порт» (1967);
- «Геодезисти» (1968);
- «Зимовий ранок» (1970);
- «На Кольському півострові» (1970);
- «Дорога» (1971);
- «Перша річниця» (1972);
- «Біле море» (1972);
- «Бурхливий день» (1972);
- «Суворий край» (1972);
- «Весняний паводок» (1972);
- «Перший сніг» (1972);
- «Земля» (1973);
- «На Володимирщині» (1973);
- «На Полтавщині» (1973);
- «Седнів» (1973);
- «Вечір» (1973);
- «Сутінки» (1973);
- «Осінній пейзаж» (1974);
- «Біла ніч» (1975);
- «На Півночі» (1975);
- «Балада про солдата» (1975);
- «Зима» (1976);
- «Кар'єр» (1976);
- «Козаки у дозорі» (1991, полотно, олія);

графіка
- «Підсніжники» (1960);
- «Проліски» (1961, офорт);
- «Зміна» (1962);
- «Іван Підкова» (1963, ліногравюра; Запорізький художній музей);
- серія «Геологи» (1965, ліногравюра);
- «В Карпатах» (1967, ліногравюра).

Брав участь у республіканських виставках з 1957 року, а також всесоюзних і міжнародних виставках (Польща, Франція). Персональна виставка пройшла у Запоріжжі у 1977 році.
Твори зберігаються в музеях України та за кордоном, а також у приватних колекціях.